# Miyaradunchi

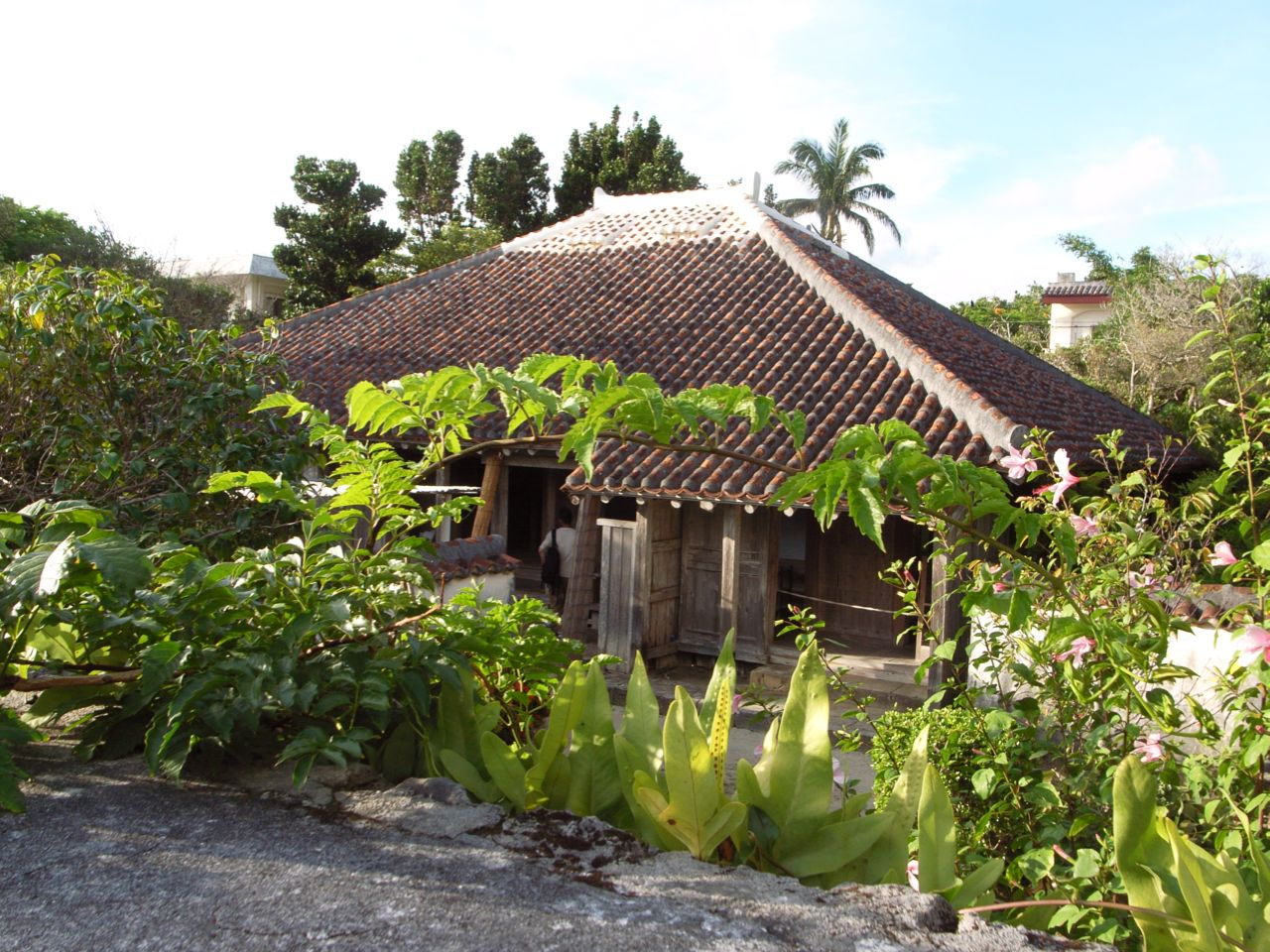
Miyaradunchi sur l'île d'Ishigaki

L'ancienne résidence de Miyaradunchi (宮良殿内) se trouve sur l'île d'Ishikagi, préfecture d'Okinawa au Japon. Bâtie vers 1819 par le gouverneur local, elle est répertoriée bien culturel important du Japon comme représentative de l'architecture des îles Yaeyama,. Les jardins sont classés « sites exceptionnels du Japon »,

## Source de la traduction
- (en) Cet article est partiellement ou en totalité issu de l’article de Wikipédia en anglais intitulé « Miyaradunchi » (voir la liste des auteurs).